# Greta Carlsson
Greta Carlsson (posteriorment Nygren, Eskilstuna, Södermanland, 7 de juliol de 1898 – Estocolm, 19 de març de 1980) va ser una nedadora sueca que va competir als Jocs Olímpics d'Estiu de 1912, on disputà dues proves del programa de natació. En la prova dels 100 metres lliures quedà eliminada en sèries, mentre en la prova dels relleus 4x100 metres lliures fou quarta amb l'equip suec, formant equip amb Greta Johansson, Sonja Johnsson i Vera Thulin.